# Brefaro
Brefaro è una frazione del comune di Maratea, in provincia di Potenza.

## Geografia fisica
Brefaro (Brèfaro) si trova a 4 km (in linea d'aria) a sud-est del capoluogo comunale, poco distante da Massa, in una caratteristica conca situata tra i monti Serra Capeddera (alto 1067 m), Serra Pollino (alto 1099), il monte Maiorino (alto 1003 m) e il monte Rotonda (alto 852 m). La maggior parte dei versanti di queste montagne sono ricoperte da splendidi boschi, alcuni dei quali attraversabili tramite tortuosi sentieri.

## Storia
Le frequentazioni di Brefaro iniziano per scopi di pastorizia. Nel XV secolo la famiglia Dal Verme vi costruì un grande ippodromo.
Cresciuta demograficamente all'inizio del XIX secolo, il parroco Gennaro Buraglia vi fece costruire una chiesetta. Nel 1952 fu collegata stabilmente alla rete stradale, e nel 1962 vi fu portata la linea elettrica.
L'etimologia incerta del nome ha fatto pensare ad influssi greci, ma ad una più semplice ed arguta osservazione si può far facilmente notare una similitudine con "umbria" o "umbra" la cui etimologia è sicuramente riconducibile ad ombra (in dialetto locale la dizione è: 'mbrefiru) quindi dovrebbe il nome derivare da ombrifero - "umbrifero" (zona d'ombra) - (S.M.).

## Monumenti e luoghi d'interesse

### Architetture religiose
A Brefaro si trova la piccola chiesa della Madonna della Mercede, sita al centro dell'abitato, mentre il cimitero (in comune con Massa e Santa Caterina) si trova a circa 3 chilometri.

## Cultura

### Cucina
Brefaro è nota per il vino bianco, i salumi e le mozzarelle a treccia.
Vi si coltivano ortaggi tra i quali il jilò una solanacea arrivata dal Brasile con il ritorno di emigranti del posto, si utilizza prima della maturazione completa.

## Infrastrutture e trasporti
L'abitato di Brefaro si raggiunge tramite la strada provinciale SP 131, realizzata il 1952 e asfaltata 1974. Prima di allora vi si giungeva tramite una strada mulattiera.